# Centers for Disease Control and Prevention

Centers for Disease Control and Prevention (CDC) är USA:s nationella folkhälsomyndighet med huvudkontor i DeKalb County några kilometer nordost om Atlanta i Georgia. Internationellt är CDC kanske mest känt för sitt arbete med smittskydd, men arbetar också inom en rad andra områden med att skydda folkhälsan genom att förebygga sjukdom, skador och handikapp.

## Historia

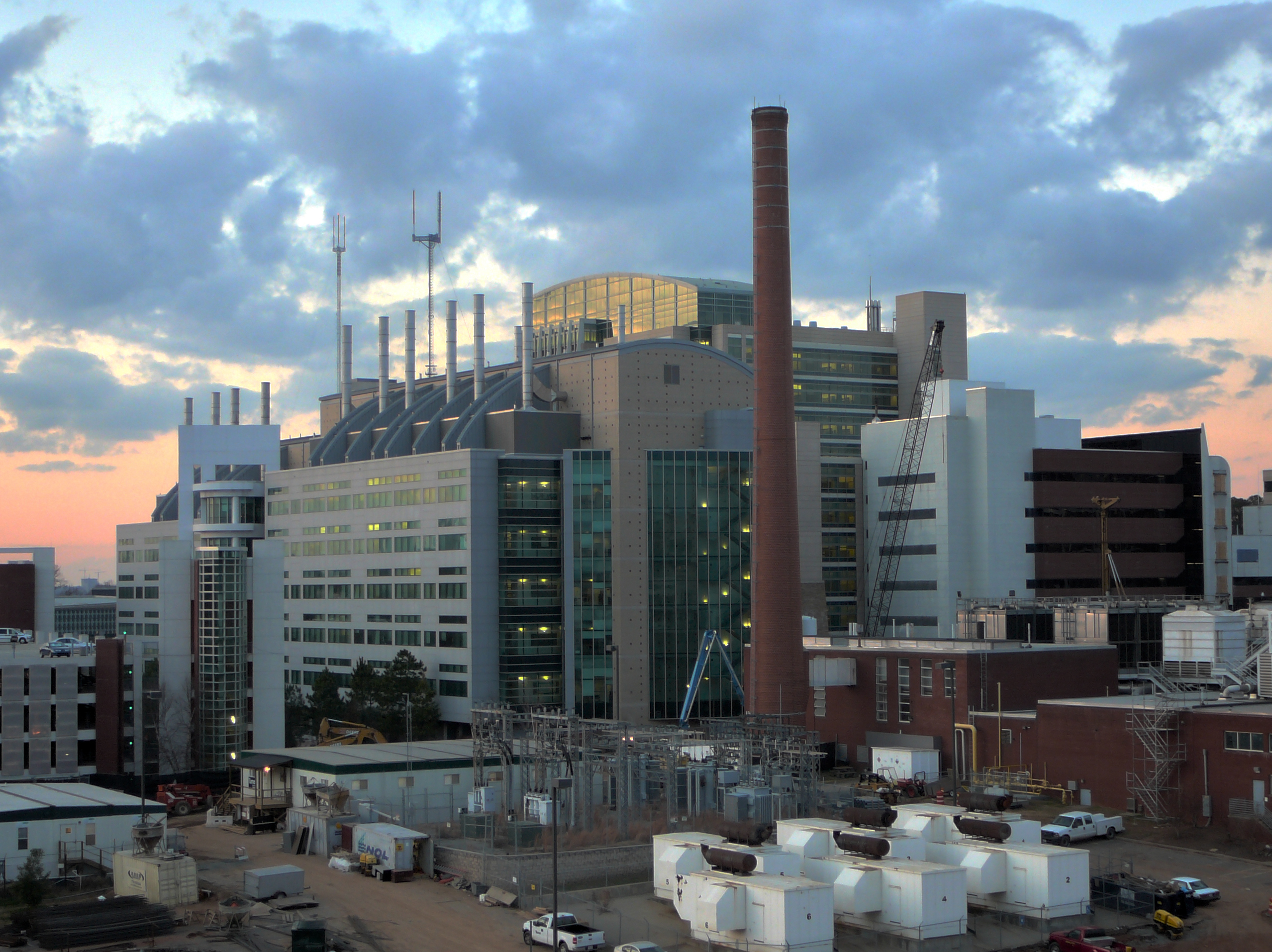
CDC:s huvudbyggnad i Druid Hills, sedd från Emory University.

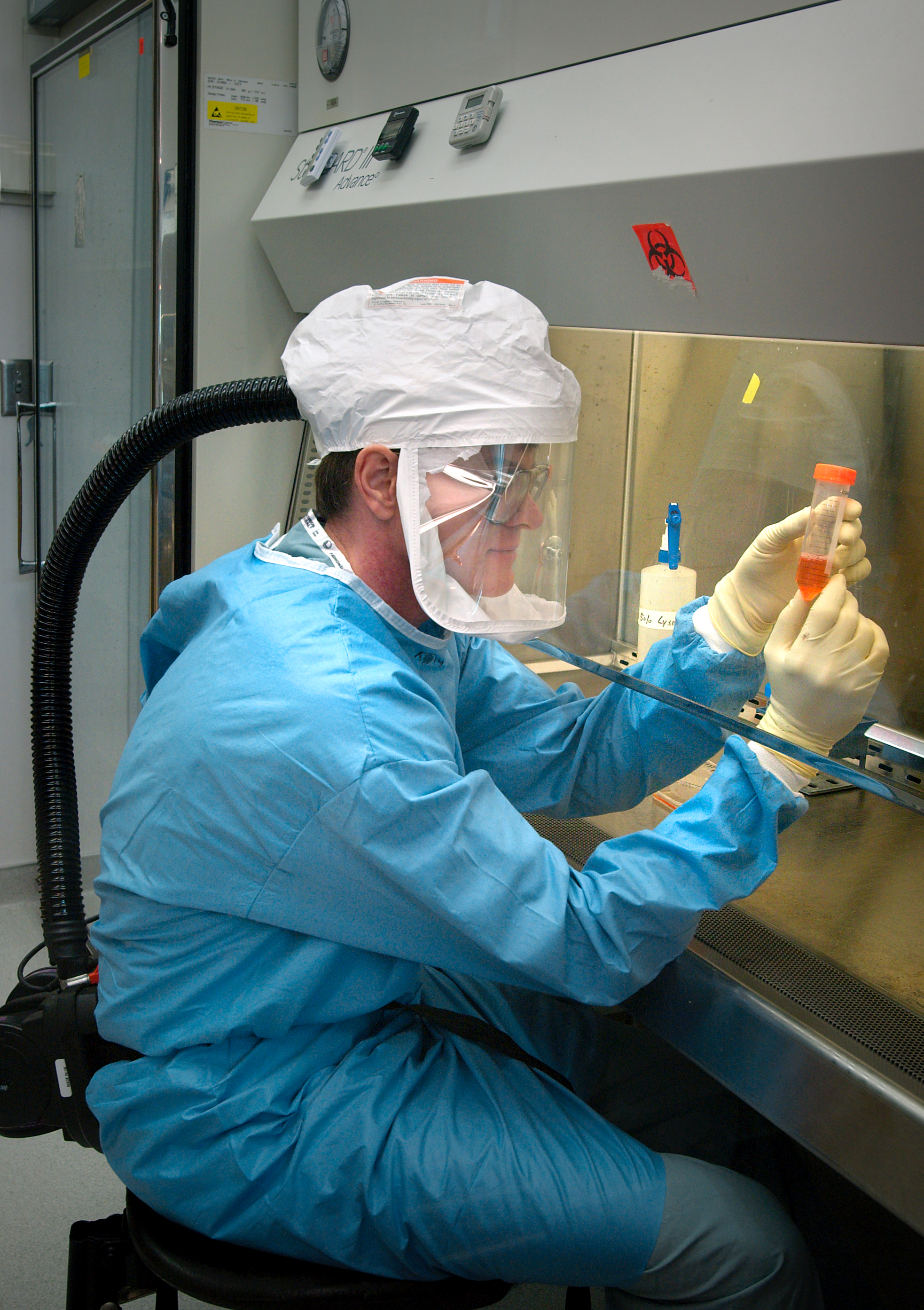
En av CDC:s mikrobiologer undersöker influensavirus liknande det som orsakade spanska sjukan 1918. Laboratorium med skyddsnivå 3.

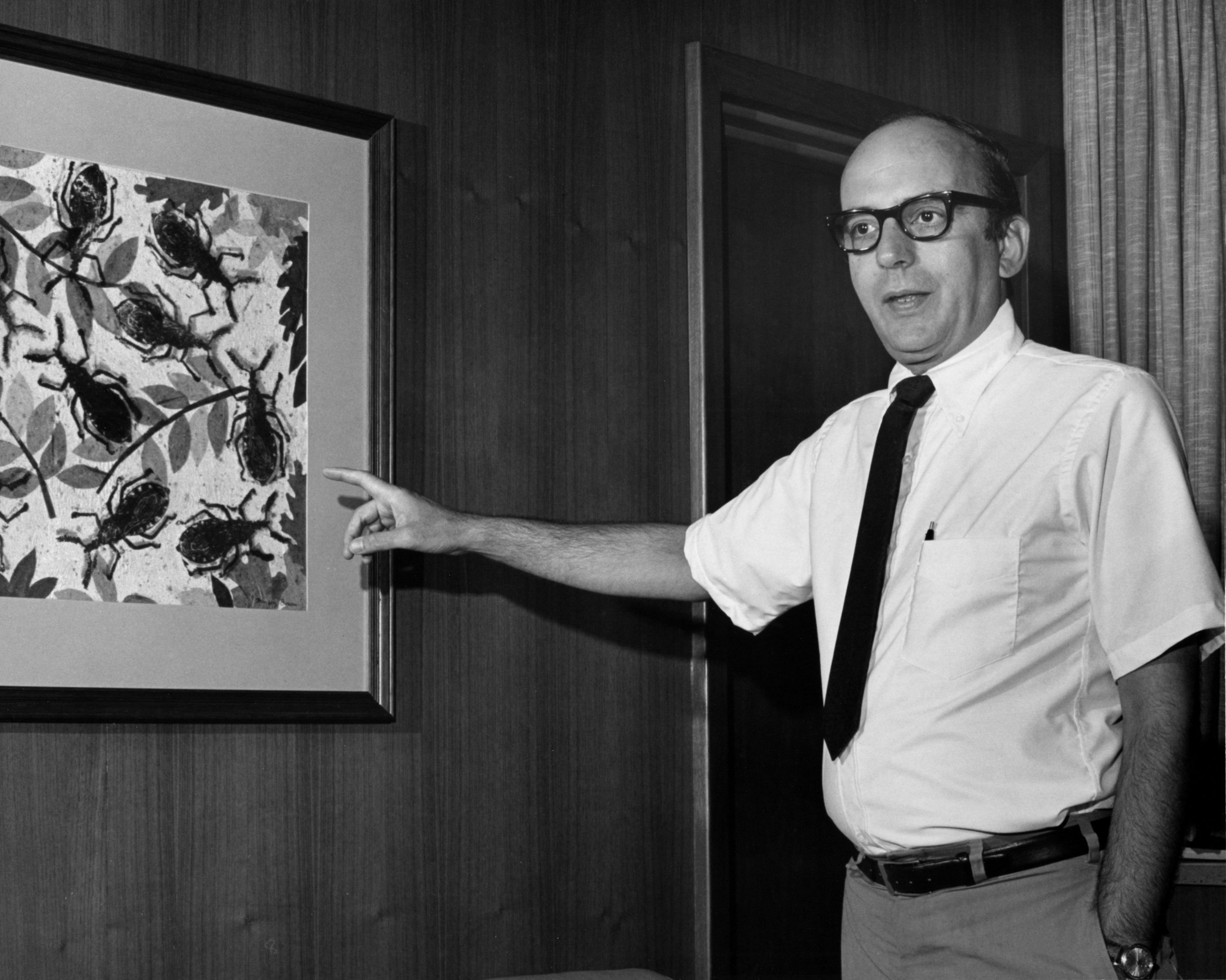
David Sencer, CDC:s chef 1966-1977, pekar på en bild av Triatomine sp. som är vektor för Chagas sjukdom.

Myndigheten grundades 1946 som efterföljare till ett program för kontroll av malaria i krigsområden som drevs under andra världskriget. Budgeten var runt en miljon dollar och huvuddelen av personalen arbetade med bekämpning av malariamyggor. Atlanta valdes som huvudort eftersom det ligger centralt i den amerikanska södern där malaria fortfarande var en endemisk sjukdom på 1940-talet. Under CDC:s första år behandlades mer än 6,5 miljoner amerikanska hushåll med DDT mot malariamyggor. Robert W. Woodruff som var styrelseordförande vid Coca Cola fattade intresse för malariabekämpning bland annat för att sjukdomen plågade hans jaktmarker och gav en donation till CDC som då kunde förvärva ett markområde nära Emory University där huvudkontoret fortfarande ligger.
Arbetsområdet utvidgades senare till att omfatta veneriska sjukdomar och tuberkulos. Idag arbetar man inom en lång rad områden som kroniska sjukdomar, funktionsnedsättning, olycksfall, miljömedicin, arbetsmiljörisker, beredskap mot terrorism m.m.
CDC bekämpar nya, framväxande sjukdomar och hälsorisker som antibiotikaresistens, missbildningar, diabetes, fetma, fågelinfluensa, svininfluensa, västnilfeber, ebolafeber, denguefeber, Escherichia coli, bioterrorism m.m.

## Personal och budget
Budgeten för 2014 var 6,9 miljarder dollar. Personalstyrkan var 2008 ca 15 000 personer (inhyrd personal och kontraktsanställda inräknade).

## Problem och kontroverser
Från 1957 till 1972 hade CDC kontroll över den beryktade Tuskegee-studien av syfilis i Alabama som hade startats 1932 av U.S. Public Health Service. I studien ville man undersöka hur obehandlad syfilis utvecklades och underlät därför avsiktligt att erbjuda penicillin till deltagarna, trots att man redan 1947 visste att penicillin hjälper mot syfilis. Framför allt svarta män drabbades.
I maj 1994 medgav CDC att man mellan 1984 och 1989 skickat preparat som var användbara som biologiska stridsmedel till den irakiska regimen, bland annat botulinumtoxin, Yersinia pestis och denguevirus.

## Publikationer
- CDC:s publikationer[6]
- CDC:s program i korthet[7]
- Morbidity and Mortality Weekly Report[8]
- Emerging Infectious Diseases (månadsjournal)[9]